# Stichius albomaculatus
Stichius albomaculatus là một loài nhện trong họ Salticidae.
Loài này thuộc chi Stichius. Stichius albomaculatus được Tord Tamerlan Teodor Thorell miêu tả năm 1890.